# Francisco Méndez Álvaro
Francisco Méndez Álvaro (Pajares de Adaja, 27 de julio de 1806-Madrid, 19 de diciembre de 1883) fue un político, médico y escritor español, alcalde de Madrid durante el reinado de Isabel II.

## Biografía

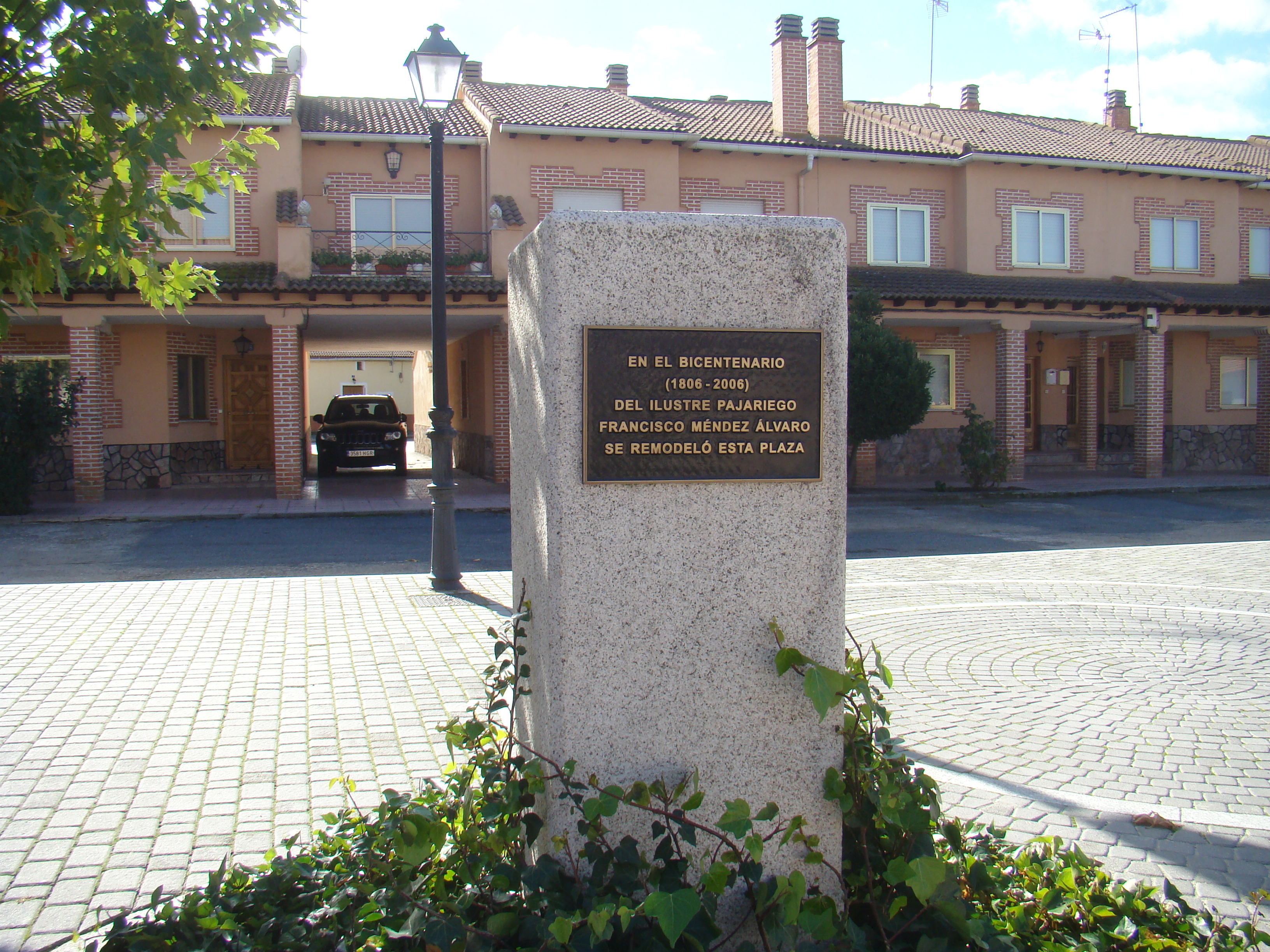
Homenaje a Francisco Méndez Álvaro en su pueblo natal

Nació el 27 de julio de 1806 en Pajares de Adaja donde su padre era cirujano. A los diez años se trasladó a Madrid a casa de un tío para ayudarle en el comercio, y empezó a estudiar en un colegio. Fue discípulo de Mateo Seoane. Estudió después medicina, obteniendo el título de Cirujano de segunda clase en 1828 con el que logró una plaza en Prádena de la Sierra (Segovia) y posteriormente la licenciatura en Cirugía Médica en 1835 y el título de licenciado en Medicina en el año 1836, asentándose definitivamente en Madrid.
Colaboró en varios periódicos como El Castellano, en el que llegó a director, y El León Español, del que fue cofundador con Gutiérrez de la Vega, y que se convirtió en portavoz del Partido Moderado.
Fue director de la revista El Siglo Médico. Como médico, Méndez Álvaro se distinguió como higienista, publicando trabajos sobre el tema en El Siglo Médico, preparando un proyecto de ley de Sanidad, tomando las primeras medidas contra el cólera y la peste, colaborando en la organización del Centro de Vacunación del Estado y asistiendo como delegado de España a conferencias internacionales sobre el tema.
Ejerció en 1843 de alcalde de Madrid durante apenas un mes.
Tomó posesión el 19 de mayo de 1853 como académico de la Real Academia Nacional de Medicina, ocupando el sillón ocho. Fue elegido presidente de la misma en 1864 y 1883, y vicepresidente en distintos periodos. 
Falleció el 19 de diciembre de 1883 en Madrid. Un año después, el ayuntamiento de la capital dio su nombre a una calle, la calle de Méndez Álvaro.

## Condecoraciones
- Cruz de Epidemias.
- Caballero gran cruz de la Orden de Carlos III.
- Caballero gran cruz de la Orden de Isabel la Católica.

## Obras
- Reflexiones sobre el catarro epidémico llamado gripe.
- Breves consideraciones sobre la mortalidad de los niños expósitos.
- Zurribanda crítico-médico-literaria que da al Dr. Hisern y Molleras cierto oscuro pelafustán, llamado el bachiller Ajenjos.
- Defensa de Hipócrates y del vitalismo.
- Discurso acerca de las viruelas.
- Elementos del arte de los apósitos (en colaboración con Nieto Serrano).
- Formulario especial para el tratamiento de las enfermedades venéreas.
- De la actividad humana en su relación con la salud y el gobierno de los pueblos.
- Consideraciones sobre la Higiene pública y mejoras que reclama en España la Higiene municipal.
- La lepra en España a mediados del siglo XIX.
- Defensa de la clase médica contra las pretensiones de cirujanos y practicantes.
- Elementos del arte de los apósitos (3.ª ed.)
- La Conferencia sanitaria internacional celebrada en Viena el año 1874.
- Resumen de la discusión sobre la mortalidad de Madrid.
- Importancia y grandeza de la Higiene.
- Breves apuntes para la historia del periodismo médico y farmacéutico en España.

Tradujo las obras de médicos relevantes, como François Chomel, Gabriel Andral, Masse, Favre, Marchesseau, Chailly, Casis y Desmarres.